# Борис Делоне
Борис Николаевич Делоне (на руски: Бори́с Никола́евич Делоне́) е съветски и руски математик, описал първи т. нар. триангулация на Делоне, член-кореспондент на Академията на науките на СССР. Алпинист, един от най-добрите в Русия преди Октомврийската революция, а през 30-те години на XX век майстор на спортта на СССР.
Баща е на физика Николай Борисович Делоне и дядо на дисидента Вадим Делоне.

## Биография
Роден е на 15 март 1890 г. в Санкт Петербург. Фамилното име идва от френския офицер Делоне (племенник на губернатора на Бастилията маркиз дьо Лоне), който при Наполеоновия поход в Русия (1812 г.) е пленен, жени се за дворянка от рода Тухачевски и остава в Русия.
В Русия от фамилията Делоне произхождат видни учени. Бащата на Борис Делоне е математикът Николай Борисович Делоне, а брат на Борис е ботаникът Лев Делоне. Синът на Борис Делоне, Николай, е физик, доктор на физико-математическите науки, а неговият син Вадим Делоне е писател и дисидент.
Когато Борис Делоне е малко момче, семейството му прекарва летата в Алпите, където той става катерач и алпинист. Към 1913 г. е един от тримата най-добри руски алпинисти. След Октомврийската революция изкачва върхове в Кавказ и Алтай. Един от тях (4300 м н.в.) в района на Белуха е кръстен на него. През 30-те години на XX век той е сред първите, които получават званието майстор на спорта по алпинизъм на СССР. Бъдещият нобелов лауреат по физика Игор Там е негов сътрудник в изграждането на туристически лагери в планините.
Борис Делоне работи в областта на съвременната алгебра, геометрията на числата. Той използва резултатите на Евграф Федоров, Херман Минковски, Георгий Вороной и други в развитието на съвременната математическа кристалография и общия математически модел на кристалите. Изобретява това, което днес се нарича триангулация на Делоне, през 1934 г. Множеството на Делоне също е кръстено на него. Сред най-добрите му ученици са математиците Александър Александров и Игор Шафаревич.
Делоне е избран за член-кореспондент на Академията на науките на Съветския съюз през 1929 г. През 1934 г. е организатор в Ленинград на първата математическа олимпиада за гимназиални ученици в Съветския съюз.

## Книги
- Делоне Б. Н., Райков Д. А. (1948,1949). Аналитическая геометрия (2 тома). Държавна техническа преса.
- Kolmogorov, Andrey Nikolaevich et al. (1969). Mathematics: Its Content, Methods and Meaning, chapter Analytic Geometry, by B. N. Delone. MIT Press.